# Disturbo evitante di personalità
Il disturbo evitante di personalità (nei paesi di lingua inglese abbreviato in AvPD dalla definizione inglese avoidant personality disorder) anche detto disturbo ansioso (evitante) di personalità, è un disturbo di personalità caratterizzato da fobia sociale, sentimenti di inadeguatezza e inferiorità verso sé stessi, uno schema di comportamento penetrante di inibizione sociale, un'estrema sensibilità a valutazioni negative nei propri confronti e al rifiuto sociale, la tendenza sia a evitare le interazioni sociali che ad essere in intimità con altri individui. Le persone affette da disturbo evitante di personalità spesso si considerano socialmente inette e non attraenti a livello personale, evitano le interazioni sociali per timore di essere ridicolizzati, umiliati e/o oggetti di antipatie. Nonostante le difficoltà, le forti inibizioni, e il provare grande sofferenza nelle interazioni sociali, chi presenta questo disturbo desidera fortemente instaurare rapporti sociali; si differenzia da altri disturbi di personalità in cui la persona evita l'interazione ma allo stesso tempo non ne è interessata.
Il disturbo evitante di personalità viene diagnosticato all'inizio dell'età adulta ma solitamente i sintomi esistono dall'infanzia. I clinici tendono a non fare una diagnosi in età estremamente giovanile in quanto queste caratteristiche possono essere normali per l'età. Sono state trovate forti associazioni con la trascuratezza emotiva, in particolare il rifiuto da parte di uno o entrambi i genitori, oppure il rigetto percepito da parte del gruppo dei pari. Se il sentimento di rigetto sia dovuto al severo monitoraggio dei comportamenti interpersonali attribuito alle persone affette dal disturbo, è cosa ancora da dimostrare.

## Stile evitante di personalità contro disturbo evitante di personalità
Si consideri che in molti più casi si presenta uno "stile evitante" piuttosto che un vero e proprio disturbo della personalità. La differenza sostanziale tra le due condizioni si determina valutando quanto profondamente queste intacchino il normale "funzionamento" e il rendimento dell'individuo nella vita quotidiana. Si pensi a un "ponte" tra il sano e il patologico. Lo stile evitante si trova sull'estremità della parte sana, mentre il disturbo evitante di personalità giace su quella non sana.
Caratteristiche dello stile evitante di personalità:
1. Sentirsi a proprio agio con l'abitudine, la ripetizione e la routine;
2. Preferire il conosciuto allo sconosciuto;
3. Stretta fedeltà alla famiglia e/o a pochi amici; tendenza ad avere la casa come punto di riferimento (e di conseguenza uscire poco);
4. Sensibilità e preoccupazione circa quello che gli altri pensano; tendenza a un atteggiamento impacciato e apprensivo;
5. Eccessiva discrezione e prudenza nelle interazioni sociali
6. Comportamento tendenzialmente riservato e auto-represso attorno agli altri;
7. Tendenza alla curiosità e a un'attenzione considerevolmente focalizzata sugli hobby e i passatempi; comportamenti controfobici adottati con successo.

Caratteristiche del disturbo evitante di personalità:
1. Esagerazione rispetto alla loro reale entità di difficoltà potenziali, pericoli fisici e rischi connessi nell'agire ordinario, ma al di fuori della routine;
2. Mancanza totale, o quasi, di intimità e fiducia con individui al di fuori della parentela stretta; rifiuto delle attività che implicano un contatto interpersonale significativo;
3. Riluttanza al coinvolgimento con le altre persone a meno che non vi sia la certezza di essere approvati; eccessiva sensibilità a critiche e disapprovazioni;
4. Paura che le persone di fronte a loro notino le difficoltà e la sofferenza incontrate nell'interazione sociale, (ad esempio tramite il piangere, l'arrossire, il manifestare accessi di ansia)
5. Reticenza in situazioni sociali causata dal timore di dire qualcosa di inappropriato o sciocco, o di non essere capaci di rispondere a una domanda;
6. Tendenza a un rendimento inferiore rispetto alle proprie capacità e difficoltà a concentrarsi sulle attività professionali e sugli hobby.

## Sintomi
Le persone affette da disturbo evitante della personalità sono preoccupate dei propri deficit e formano relazioni con gli altri solo se credono che non saranno respinti. La perdita e il rigetto sono così dolorosi che queste persone sceglieranno di restare sole piuttosto che rischiare di tentare di mettersi in relazione con gli altri. Inoltre questo disturbo a lungo andare tende a causare stress, depressione e ansia (l'ultima può generare patologie differenti da soggetto a soggetto quali pancia gonfia, nodo alla gola, mancanza di fiato, stanchezza, cicli variabili dell'umore, gesti continui, fobie ingiustificate, attacchi di panico e infine disturbi ossessivo-compulsivi).
I sintomi principali di una persona affetta dal disturbo sono:
- Ipersensibilità alla critica e al rigetto;
- Isolamento sociale autoimposto;
- Ansia sociale in situazioni sociali,
- Tendenza a evitare le relazioni interpersonali, nonostante si senta un forte desiderio di relazioni intime;
- Sensazioni di inadeguatezza e complesso di inferiorità;
- Bassa autostima;
- Diffidenza nei confronti degli altri;
- Allontanamento emozionale correlato all'intimità;
- Avere un'alta consapevolezza di sé;
- Ipercriticismo circa i propri problemi di relazione con gli altri;
- Problemi nello svolgere alcuni compiti professionali;
- Autopercezione di una vita propria di solitudine;
- Creazione di un mondo di fantasia.

### Criteri diagnostici (DSM-IV-TR TR)
Il DSM-V TR dell'Associazione Psichiatrica Americana (APA), un manuale largamente utilizzato per la diagnosi dei disturbi mentali, classifica il Disturbo evitante di personalità tra i disturbi di personalità del gruppo C, definendolo come un "quadro pervasivo di inibizione sociale, sentimenti di inadeguatezza, ipersensibilità a valutazioni negative, che compare entro la prima età adulta, ed è presente in una varietà di contesti, come indicato da quattro (o più) dei seguenti elementi":
1. evita le attività lavorative in significativo contatto interpersonale, e teme di essere criticato, disapprovato o rifiutato;
2. è riluttante nell'entrare in relazione con persone, a meno che non sia certo di essere apprezzato;
3. mostra limitazioni nelle relazioni intime per timore di essere umiliato o ridicolizzato;
4. si preoccupa di essere criticato o rifiutato in situazioni sociali;
5. è inibito in situazioni interpersonali nuove e prova sentimenti di inadeguatezza;
6. si vede come socialmente inetto, personalmente non attraente o inferiore agli altri;
7. è insolitamente riluttante ad assumere rischi personali o a ingaggiarsi in qualsiasi nuova attività, poiché questo può rivelarsi imbarazzante.
Il disturbo evitante di personalità è spesso confuso con il disturbo antisociale di personalità; in realtà si tratta di un errore assolutamente da non commettere in quanto, in termini clinici, il termine "antisociale" denota sociopatia, non inibizioni sociali. Non è da confondere nemmeno con la fobia sociale, il disturbo schizoide di personalità, o il disturbo narcisistico di personalità di tipo covert, in cui è presente evitamento con bassa autostima e paura del rifiuto altrui uniti a egocentrismo e alta sensibilità alle critiche.

## Comorbidità
La ricerca suggerisce che le persone affette da disturbo evitante di personalità, in comune con persone affette da altre fobie sociali, monitorano eccessivamente le proprie reazioni interiori quando sono coinvolti in interazioni sociali. Comunque, al contrario invece di persone affette da altre fobie sociali, monitorano eccessivamente anche le reazioni delle persone con cui stanno interagendo. L'estrema tensione creata da questo monitoraggio può giustificare il modo di parlare titubante e la taciturnità di molte persone affette da disturbo evitante della personalità. Sono così preoccupati di monitorare se stessi e gli altri che produrre un discorso fluente diventa difficile.
Viene riportato che il disturbo evitante di personalità è prevalente nelle persone con disturbi d'ansia, sebbene stime di comorbità variano largamente a causa di differenze (tra le altre) negli strumenti diagnostici. La ricerca suggerisce che approssimativamente il 10-50% delle persone che hanno una sindrome da attacchi di panico con agorafobia hanno anche il disturbo evitante di personalità, così come il 20-40% che hanno una fobia sociale (disturbo d'ansia sociale); è comunque importante considerare le differenze tra disturbo evitante di personalità e fobia sociale.  Alcuni studi riportano tassi di prevalenza fino al 45% tra le persone affette da un disturbo d'ansia generalizzato e fino al 56% delle persone con un disturbo ossessivo-compulsivo (Van Velzen, 2002). Sebbene non sia menzionato nel DSM-IV, teorici precedenti hanno proposto un disturbo della personalità che ha una combinazione di caratteristiche derivanti dal disturbo borderline di personalità e dal disturbo evitante di personalità, chiamato "personalità mista evitante-borderline" (APD/BPD). Può anche essere confuso con il disturbo schizoide di personalità, col disturbo schizotipico o il disturbo dipendente con quest'ultimo vi può anche essere comorbidità.

## Cause
La causa del disturbo evitante di personalità non è chiaramente definita, e può essere influenzata da una combinazione di fattori sociali, genetici e biologici. Specificamente, vari disturbi d'ansia nell'infanzia e nell'adolescenza sono stati associati a un temperamento caratterizzato da inibizione comportamentale, includendo caratteristiche di timidezza, timore e introversione nelle situazioni nuove. In particolare, per quanto riguarda l'infanzia, è stato ipotizzato che esperienze vissute come traumatiche, in cui l'individuo abbia provato estrema vergogna o sperimentato abbandono e trascuratezza, possano essere collegate allo sviluppo del disturbo evitante di personalità. 
Molte persone cui è stato diagnosticato il disturbo evitante di personalità hanno avuto precedenti esperienze croniche dolorose di critica e rigetto da parte dei genitori o da parte dei coetanei, per proprie caratteristiche psicologiche (timidezza, disturbi della condotta, disturbo oppositivo-provocatorio, disturbo da deficit di attenzione/iperattività) o difetti fisici che non vengono accettati.
In particolare, il bisogno di legare con i genitori "inclini al rifiuto" rende la persona affetta dal disturbo "affamata" di relazioni, ma il suo gran desiderio gradualmente si sviluppa in una "corazza" difensiva di autoprotezione contro le critiche ripetute dei genitori.
Molti altri, al contrario, affermano di aver avuto problemi di genitori ultra-protettivi che gli hanno impedito di sviluppare una propria personalità.

## Trattamento
Il trattamento del disturbo evitante di personalità può servirsi di varie tecniche, come ad esempio allenamento delle abilità sociali, terapia cognitiva, trattamento di esposizione per aumentare gradualmente i contatti sociali, terapia di gruppo per far pratica con le abilità sociali e a volte terapia farmacologica. Una questione-chiave nel trattamento è guadagnare e mantenere la fiducia del paziente, dal momento che le persone affette da DEP spesso iniziano a evitare le sessioni di terapia se non hanno fiducia nel terapista o temono un rigetto. Lo scopo principale sia della terapia individuale sia della terapia di gruppo è, per le persone affette dal disturbo, iniziare a "sfidare" le proprie credenze esageratamente negative sulla propria personalità. Anche se non approvati dalla comunità psicologica, è apparso un certo numero di siti web sull'argomento e tali siti hanno la pretesa di offrire suggerimenti alle persone affette dal disturbo. L'idea principale che corre attraverso questi siti, un'idea che sarebbe condivisa anche dalla comunità psicologica, è che le persone affette dal disturbo hanno visioni negative su loro stesse non realistiche e che lo "sfidare" queste credenze è il primo passo per superare questo disagio.